# Isak N Jiyeon
Az Isak N Jiyeon (이삭 N 지연) 2002 és 2004 között működő dél-koreai K-pop és r&b lányduó volt. 

## Tagok
- Kim Isak (김이삭)
- Lee Jiyeon (이지연)

## Diszkográfia

### Stúdióalbum
- Tell Me Baby (2002. szeptember)

### Válogatáslemezek
- 2003 Summer Vacation in SMTOWN.com
- 2004 Summer Vacation in SMTOWN.com